# Triple saut masculin aux Jeux olympiques d'été de 1972
Navigation
Mexico 1968 Montréal 1976
L'épreuve du triple saut masculin aux Jeux olympiques de 1972 s'est déroulée les 3 et 4 septembre 1972 au Stade olympique de Munich, en République fédérale d'Allemagne.  Elle est remportée par le Soviétique Viktor Saneïev.

## Résultats

### Finale
| Rang               | Athlète             | Pays               | Marque | Essais | Essais | Essais | Essais | Essais | Essais |
| Rang               | Athlète             | Pays               | Marque | 1      | 2      | 3      | 4      | 5      | 6      |
| ------------------ | ------------------- | ------------------ | ------ | ------ | ------ | ------ | ------ | ------ | ------ |
| Médaille d'or      | Viktor Saneïev      | Union soviétique   | 17.35  | 17.35  | 16.71  | 17.19  | X      | 16.98  | X      |
| Médaille d'argent  | Jörg Drehmel        | Allemagne de l'Est | 17.31  | X      | 17.02  | X      | X      | 17.31  | 15.34  |
| Médaille de bronze | Nélson Prudêncio    | Brésil             | 17.05  | 16.87  | 16.61  | 16.35  | 16.88  | X      | 17.05  |
| 4                  | Carol Corbu         | Roumanie           | 16.85  | 16.62  | 16.85  | 16.40  | X      | 13.72  | X      |
| 5                  | John Craft          | États-Unis         | 16.83  | 16.77  | 16.75  | 16.83  | 16.26  | X      | X      |
| 6                  | Mansour Dia         | Sénégal            | 16.83  | 16.77  | 16.83  | X      | X      | 16.15  | X      |
| 7                  | Michał Joachimowski | Pologne            | 16.69  | 16.69  | X      | 14.62  | 14.98  | X      | X      |
| 8                  | Kristen Fløgstad    | Norvège            | 16.44  | X      | 16.44  | X      | X      | 15.97  | X      |
| 9                  | Mikhail Bariban     | Union soviétique   | 16.30  | X      | 16.30  | 15.96  |        |        |        |
| 10                 | Bernard Lamitié     | France             | 16.27  | 16.22  | 15.88  | 16.27  |        |        |        |
| 11                 | Samuel Igun         | Nigeria            | 16.03  | X      | 15.79  | 16.03  |        |        |        |
| 12                 | Toshiaki Inoue      | Japon              | 15.88  | 15.88  | X      | X      |        |        |        |

## Légende
Records et Performances
- AR : Record continental (area record)
- CR : Record des championnats (championship record)
- MR : Record du meeting (meet record)
- NR : Record national (national record)
- OR : Record olympique (olympic record)
- PR : Record paralympique (paralympic record)
- PB : Record personnel (personal best)
- SB : Meilleure performance personnelle de la saison (season's best)
- WL : Meilleure performance mondiale de l'année (world leader)
- WJR : Record du monde junior (world junior record)
- WR : Record du monde (world record)

Circonstances et Conditions
- DNF : N'a pas terminé (did not finish)
- DNS : N'a pas pris le départ (did not start)
- DQ : Disqualification (disqualification)
- NM : Aucun essai valable enregistré (No Mark)
- Q : Qualifié « directement » au prochain tour (ou à la prochaine compétition), lors d'une compétition majeure, grâce au classement ou à la réalisation des minima (automatic qualifier)
- q : Qualifié au prochain tour (ou à la prochaine compétition), lors d'une compétition majeure, grâce au repêchage ou à la réalisation de l'une des meilleures performances parmi celles des « non qualifiés directement » (grâce au meilleur temps ou à la meilleure distance par exemple) (secondary qualifier)